# Corso (cafenea)
Corso a fost o cafenea vestită din București. Era situată pe Calea Victoriei la parterul clădirii hotelului Athénée Palace de astăzi, în apropierea Ateneului Român. A fost alături de Capșa un loc important de întâlnire a personalităților gazetărești, culturale și artistice. 